# Анастасія Рочане
Анастасія Рочане (латис. Anastasija Ročāne; нар. 7 червня 1992, Рига, Латвія) — латвійська футболістка, захисниця польського клубу «Медик» (Конін) та жіночої збірної Латвії.

## Клубна кар'єра
У футбол розпочала грати на батьківщині. Грала в різних латвійських та естонських командах.
У 2020 році виступала за «Гінтра Універсітетас». Зіграла 8 матчів А-Лізі 2020, допомогла команді стати чемпіоном Литви.
5 листопада 2020 року у першому раунді кваліфікації Ліги чемпіонів 2020/21 «Гінтра» зустрівся з чемпіоном Словаччини «Слованом» (Братислава). Доля виходу до наступного раунду вирішилася в одному матчі. «Гінтра» переміг своїх суперників з рахунком 4:0 та вийшов у наступний раунд. Анастасія вийшла на поле наприкінці матчу (на 86-й хвилині) й відіграла до фінального свистка.
Наприкінці серпня 2021 року стало відомо, що двоє латвійок Анастасія Рочане та Карліна Міксоне залишають «Гінтру». Загалом за шяуляйський клуб провела півтора сезони.

## Кар'єра в збірній
Виступала за дівочу (WU-17) та молодіжну (WU-19) збірні Латвії.
З 2011 року виступає за національну збірну Латвії, виступала в кваліфікації чемпіонату світу 2019 року.

## Досягнення
«Гінтра»
- Чемпіонат Литви
  -  Чемпіон (1): 2020